# Parti pour la démocratie et le progrès social
Le Parti pour la démocratie et le progrès social (PDPS) est un parti politique du Bénin. Lors des élections législatives de 2007, le PDPS, particulièrement implanté dans la région des Collines, a obtenu 1 des 83 sièges à l'Assemblée nationale, gagné par Edmond Agoua.